# Lijst van voetbalinterlands Amerikaanse Maagdeneilanden - Britse Maagdeneilanden (vrouwen)
Deze lijst van voetbalinterlands is een overzicht van alle officiële voetbalinterlands tussen de nationale vrouwenteams van de Amerikaanse Maagdeneilanden en de Britse Maagdeneilanden. De landen hebben tot nu toe zes keer tegen elkaar gespeeld.

## Wedstrijden
| № | Plaats             | Datum             | Competitie                          | Wedstrijd                                            | Uitslag |
| - | ------------------ | ----------------- | ----------------------------------- | ---------------------------------------------------- | ------- |
| 1 | onbekend           | 1 april 2006      | WK 2007 kwalificatie                | Britse Maagdeneilanden − Amerikaanse Maagdeneilanden | 1 − 3   |
| 2 | onbekend           | 9 april 2006      | WK 2007 kwalificatie                | Amerikaanse Maagdeneilanden − Britse Maagdeneilanden | 5 − 0   |
| 3 | Santo Domingo Este | 7 oktober 2007    | Olympische Spelen 2008 kwalificatie | Amerikaanse Maagdeneilanden − Britse Maagdeneilanden | 5 − 0   |
| 4 | Road Town          | 9 maart 2012      | Vriendschappelijk                   | Britse Maagdeneilanden − Amerikaanse Maagdeneilanden | 0 − 1   |
| 5 | Road Town          | 11 maart 2012     | Vriendschappelijk                   | Britse Maagdeneilanden − Amerikaanse Maagdeneilanden | 2 − 0   |
| 6 | Road Town          | 14 september 2014 | Vriendschappelijk                   | Britse Maagdeneilanden − Amerikaanse Maagdeneilanden | 0 − 3   |

## Samenvatting
| Competitie                     | Totaal gespeeld | Winst Amerikaanse Maagdeneilanden | Gelijk | Winst Britse Maagdeneilanden | Doelsaldo Amerikaanse Maagdeneilanden – Britse Maagdeneilanden |
| ------------------------------ | --------------- | --------------------------------- | ------ | ---------------------------- | -------------------------------------------------------------- |
| WK kwalificatie                | 2               | 2                                 | 0      | 0                            | 8 − 1                                                          |
| Olympische Spelen kwalificatie | 1               | 1                                 | 0      | 0                            | 5 − 0                                                          |
| Vriendschappelijk              | 3               | 2                                 | 0      | 1                            | 4 − 2                                                          |
| Totaal                         | 6               | 5                                 | 0      | 1                            | 17 − 3                                                         |